# ジオ・トラッカー
トラッカー (Tracker) はかつてGMとスズキの合弁企業CAMIオートモーティブが製造し、ジオブランドで販売していた乗用車である。

## 概要
北米において、コンシューマー・レポートの転倒訴訟により販売が低迷した「スズキ・サムライ(日本名：ジムニー)」の実質のフォローを目的として「スズキ・サイドキック(同：エスクード)」が企画された。だが、転倒訴訟にあいまって北米の小型のSUV輸入車の関税がそれまでの10倍に引き上げられたこともあり、スズキブランドそのままの状態での販売が難しくなっていた。そこでもともと世界戦略車として企画されていたサイドキックを、訴訟による影響のフォローアップを目的として、GM内ブランド内製モデルの扱いでサイドキックのリバッジ車を販売することとなり、ジオブランドで「トラッカー」として提供されることとなった。
従来のオフロード一辺倒だった「サムライ」の持っていたような堅牢なサスとシャシによる走破能力に加え、スタイリングと乗り味を乗用車テイストとしたことで、従来よりもユーザー層を広げることに成功した。
販売初期のころは日本のスズキ湖西工場でエスクードとともに生産されていたが、CAMIオートモーティブ誕生後はそちらに生産拠点を移動している。また、トラッカーはジオの他にもシボレー、GMCやポンティアックなどでも提供され、それぞれシボレー・トラッカー、GMC・トラッカー、ポンティアック・サンランナーの名前で販売された。
トラッカーは一定の人気を得たため、1997年にジオが終了した後には、モデルチェンジを行いシボレーブランドで継続販売されることとなった。その後、2004年に生産を終了した。
本車がジオブランドで生産されたモデルで最も長寿なモデルであった。

## 歴史
1989年に発売を開始。スズキ・エスクードの姉妹車で、外装の一部に差異がある以外は機関系、内装部品などを含めてコンポーネントはほぼ共通である。
販売に際してはサムライよりも乗用車に近い性格であったため従来よりも広い層に対してアプローチされたが、ライトトラックにも採用されているラダーフレームによる堅牢な設計と本格的なオフロード走破性がサムライのユーザーのほか、旧来からのSUVユーザーにも好評であった。
ミッションは5速MTのみとなり、オプションでATを選択するようになっていた。当初は3ドアのみであったが、やがてマイナーチェンジが行われた際に5ドア、V6モデルがラインナップされた。
1991年から1993年の間に製造されていたトラッカーについて、アメリカ合衆国道路交通安全保険協会の調査により、1万台あたり3.2台の死亡事故率があるとされ「ワースト」の安全格付けを受けた。これは乗用車平均で1万台中1.1台に対しておよそ3倍の数値であった。その上、事故内容がロールオーバーに関わるクラッシュの場合、対する死亡率が平均の6倍とまでされた。だがこのような格付けを受けたものの販売は好調に推移し、トラッカーは1997年にジオブランドの終了まで販売された。
なお、ジオ以外にもトラッカーはGMC、シボレー、ポンティアックブランドで供給されており、ジオでの販売終了後もアメリカ以外の国を含めると2004年まで販売を継続した。

## ギャラリー

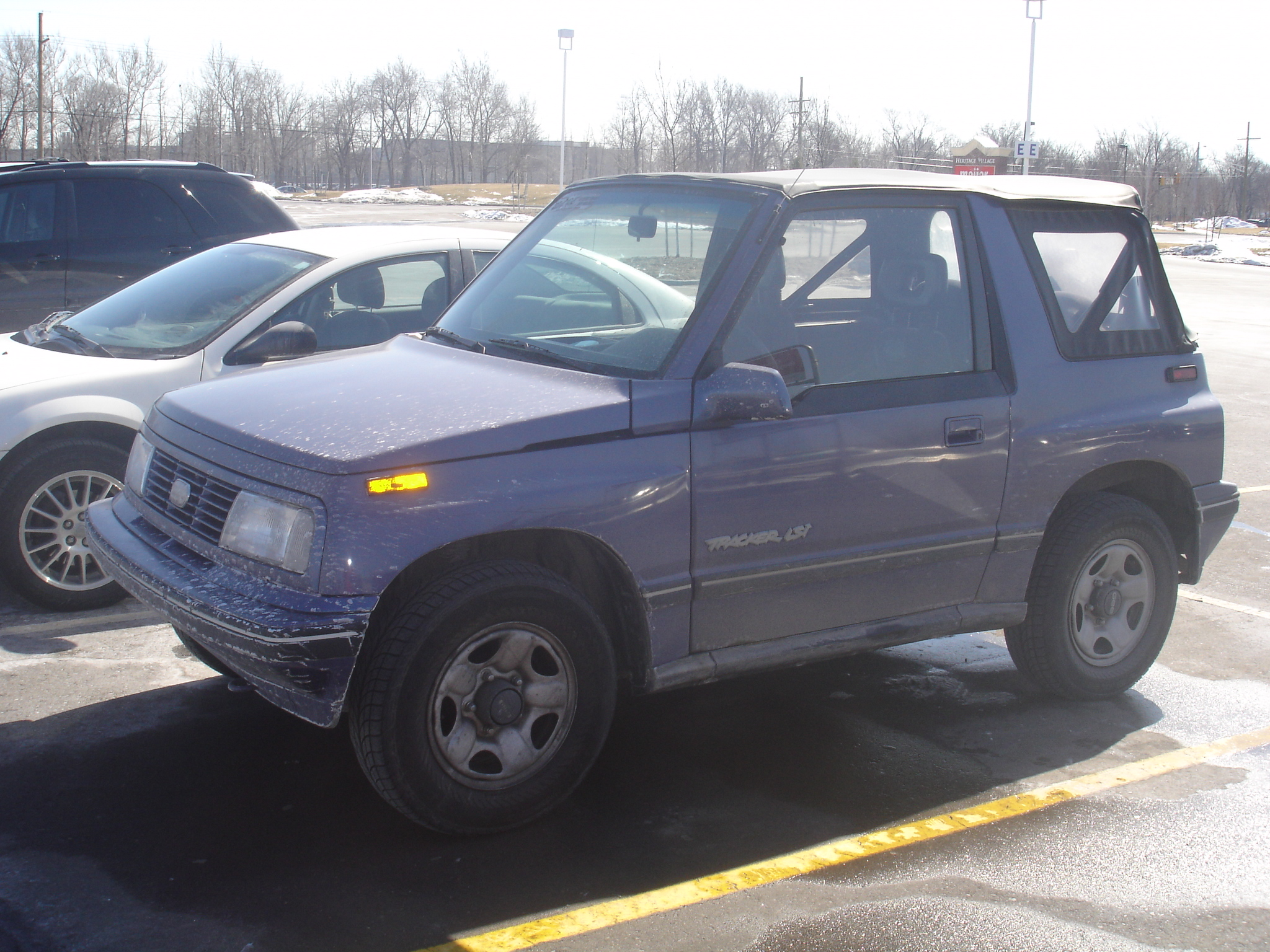
コンバーチブルモデル
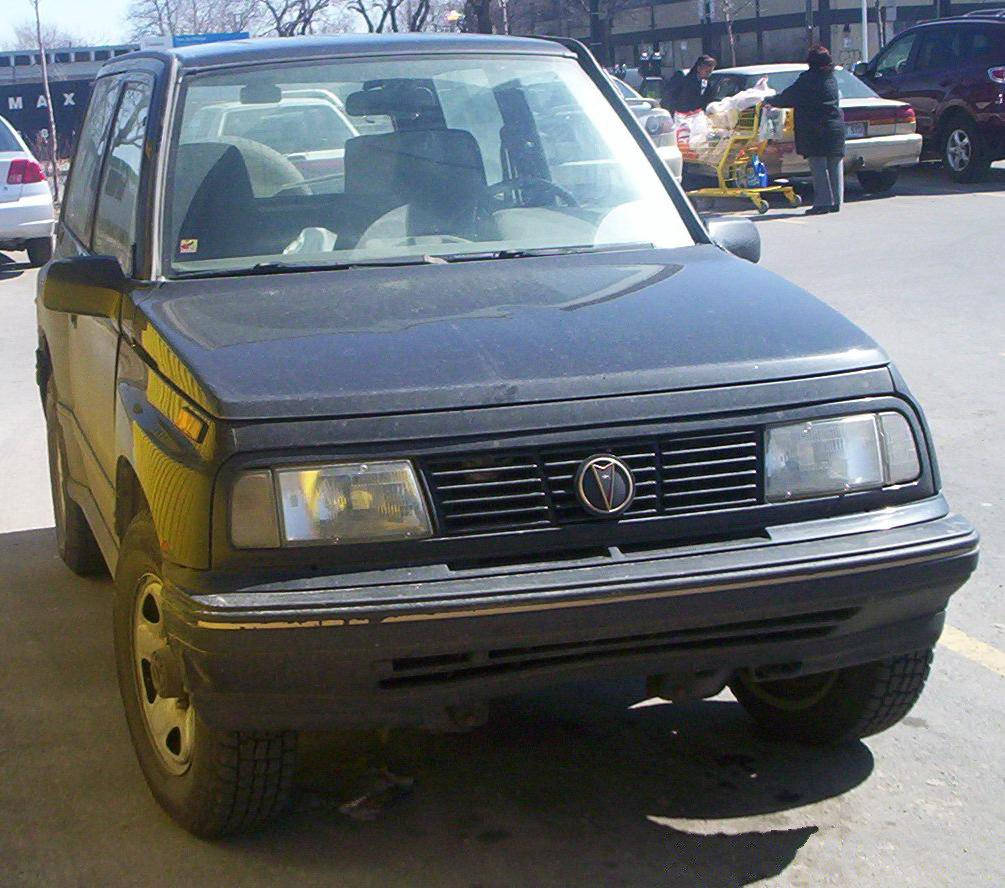
ポンティアック・サンランナー
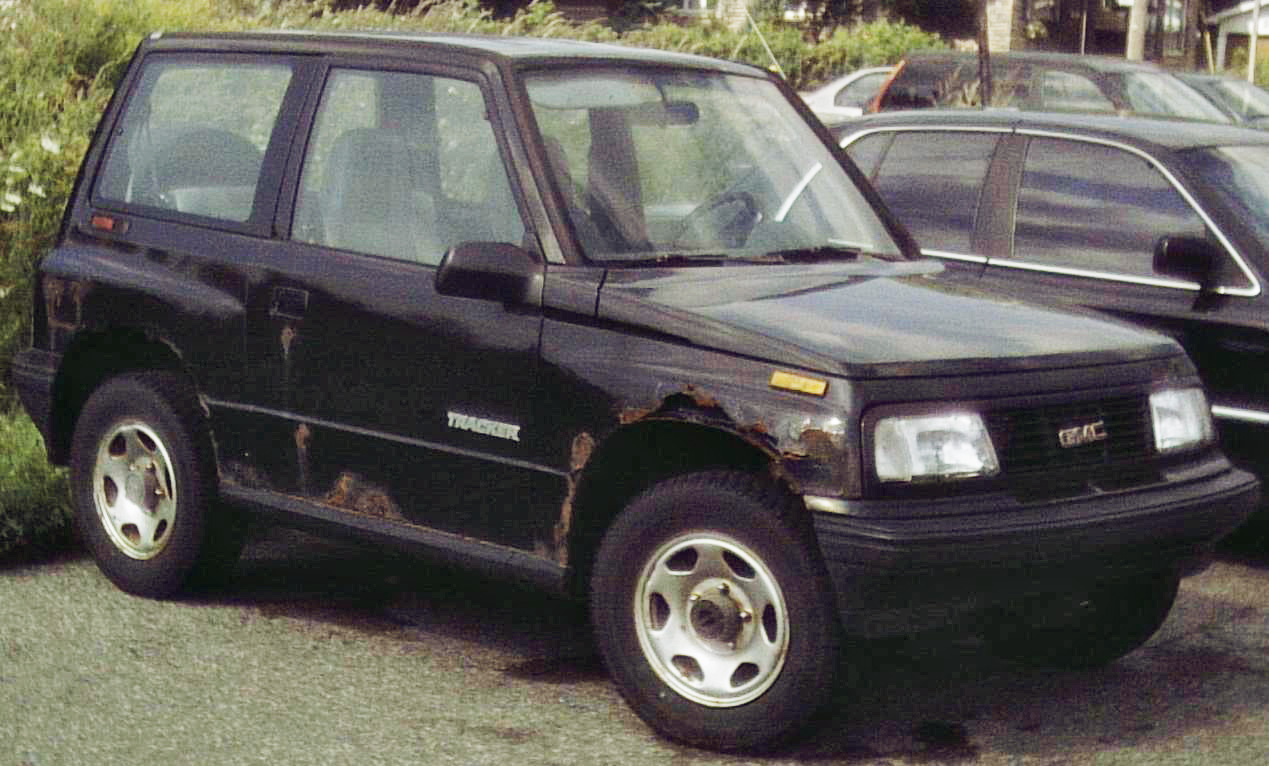
GMC・トラッカー